# Maria Mangoulia
Maria Mangoulia (griechisch Μαρία Μαγκούλια; englisch Maria Magkoulia; * 11. Dezember 2000 in Marousi) ist eine griechische Leichtathletin, die sich auf das Kugelstoßen spezialisiert hat.

## Sportliche Laufbahn
Erste internationale Erfahrungen sammelte die von der ägäischen Insel Kalymnos stammende Maria Mangoulia im Jahr 2015, als sie bei den Jugend-Balkan-Meisterschaften in Sremska Mitrovica mit einer Weite von 14,10 m den fünften Platz belegte. Im Jahr darauf gewann sie bei den U18-Balkan-Meisterschaften in Kruševac mit 15,48 m mit der 3-kg-Kugel die Silbermedaille und anschließend belegte sie bei den erstmals ausgetragenen Jugendeuropameisterschaften in Tiflis mit 16,57 m den sechsten Platz. 2017 siegte sie mit 16,42 m bei den U18-Balkan-Hallenmeisterschaften in Istanbul und im Sommer gewann sie bei den U20-Balkan-Meisterschaften in Pitești mit 14,64 m die Bronzemedaille und gelangte anschließend bei den U20-Europameisterschaften in Grosseto mit 14,80 m auf Rang elf. Im Jahr darauf siegte sie mit einem Stoß auf 15,02 m bei den U20-Balkan-Hallenmeisterschaften in Sofia und bei den Freiluft U20-Meisterschaften in Istanbul sicherte sie sich mit 14,30 m die Silbermedaille. Anschließend schied sie bei den U20-Weltmeisterschaften in Tampere mit 14,17 m in der Qualifikationsrunde aus, wie auch bei den Leichtathletik-U20-Europameisterschaften 2019 in Borås mit 14,83 m. 2021 gewann sie bei den Balkan-Meisterschaften in Smederevo mit 14,44 m die Bronzemedaille hinter den Türkinnen Emel Dereli und Pınar Akyol und anschließend verpasste sie bei den U23-Europameisterschaften in Tallinn 14,52 m den Finaleinzug. Im Jahr darauf wurde sie bei den Balkan-Hallenmeisterschaften in Istanbul mit 15,44 m Fünfte und belegte im Juni bei den Balkan-Meisterschaften in Craiova mit 14,86 m den vierten Platz.
2023 wurde sie bei der 1. Liga der Team-Europameisterschaft im Rahmen der Europaspiele in Chorzów mit 15,13 m 14, ehe sie bei den Balkan-Meisterschaften in Kraljevo mit 15,65 m die Silbermedaille hinter Dimitriana Bezede aus Moldau gewann. Im Jahr darauf gewann sie bei den Balkan-Hallenmeisterschaften in Istanbul mit 16,04 m die Bronzemedaille hinter der Moldauerin Bezede und Emel Dereli aus der Türkei. Ende Mai belegte sie bei den Freiluft-Balkan-Meisterschaften in Izmir mit 15,29 m den fünften Platz. Anschließend verpasste sie bei den Europameisterschaften in Rom mit 15,31 m den Finaleinzug. 2025 gewann sie bei den Balkan-Hallenmeisterschaften in Belgrad mit 15,22 m die Bronzemedaille hinter der Moldauerin Bezede und Olha Holodna aus der Ukraine.
In den Jahren von 2022 bis 2024 wurde Mangoulia griechische Meisterin im Kugelstoßen im Freien sowie von 2022 bis 2024 in der Halle.